# Borhyaena
Borhyaena — викопний рід південноамериканських метатерій, що жив між 17.5 і 15.5 мільйонами років тому в Патагонії, Аргентині (формації Санта-Крус і Сарм'єнто) і Чилі (формації Ріо-Фріас).

## Опис
Borhyaena була хижаком і мала велику голову і довгу потужну шию, схожу на сучасних гієн. Ноги були пристосовані для бігу, хоча й менш спеціалізовані, ніж у вовків або сумчастого тилацину. Найповніший екземпляр важив 23 кілограми і мав 50 сантиметрів у плечах.